# Tát, Komárom-Esztergom
Tát  este un sat în districtul Esztergom, județul Komárom-Esztergom, Ungaria, având o populație de 5.390 de locuitori (2011). 

## Demografie
Componența etnică a satului Tát
     Maghiari (91,71%)
     Germani (6,99%)
     Necunoscut (0,43%)
     Alții (0,87%)
Componența confesională a satului Tát
     Romano-catolici (44,03%)
     Fără religie (12,8%)
     Reformați (5,08%)
     Atei (1,69%)
     Necunoscută (35,58%)
     Alte religii (2,1%)
Conform recensământului din 2011, satul Tát avea 5.390 de locuitori. Din punct de vedere etnic, majoritatea locuitorilor (91,71%) erau maghiari, cu o minoritate de germani (6,99%). Apartenența etnică nu este cunoscută în cazul a 0,43% din locuitori. Nu există o religie majoritară, locuitorii fiind romano-catolici (44,03%), persoane fără religie (12,8%), reformați (5,08%) și atei (1,69%). Pentru 35,58% din locuitori nu este cunoscută apartenența confesională.